# جاركو أوبرادوفيتش
جاركو أوبرادوفيتش هو سياسي صربي، ولد في 21 مايو 1960 في براني في الجبل الأسود. نشط حزبياً في الحزب الاشتراكي الصربي. وقد انتخب عضو الجمعية الوطنية في صربيا ‏.